# Hyperloop

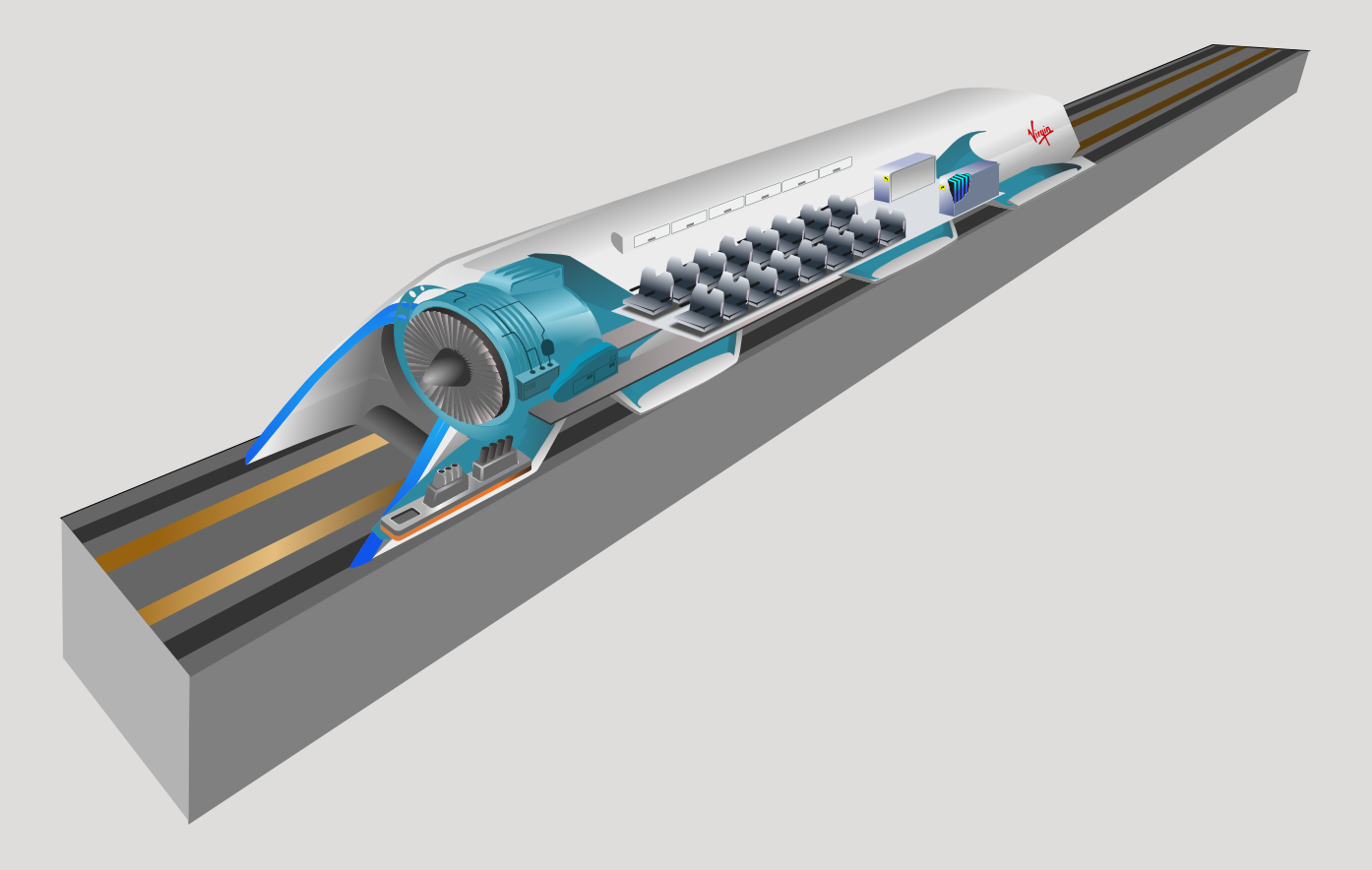
Koncept przekroju tunelu i kapsuły Hyperloop

Hyperloop – projekt nowego środka transportu pasażerskiego i towarowego finansowany przez miliardera Elona Muska. Głównym celem projektu jest stworzenie systemu transportowego, który byłby szybki jak transport lotniczy i tani jak drogowy. Według założeń kapsuła zabierająca do 28 osób poruszałaby się w specjalnej rurze z obniżonym ciśnieniem (do 1% ciśnienia atmosferycznego), co zmniejszyłoby opory powietrza i pozwoliłoby osiągnąć prędkość dźwięku (ok. 1200 km/h).

## Historia
Choć główna koncepcja podróży pociągami lub innymi środkami transportu w rurach próżniowych sięga przeszło stu lat, mimo to nie osiągnęła ona sukcesu komercyjnego.
W lipcu 2012 roku na imprezie PandoDaily w Santa Monica, w Kalifornii Elon Musk po raz pierwszy wspomniał, że myśli nad stworzeniem „piątego rodzaju transportu”, który nazwał Hyperloop. Ten hipotetyczny środek transportu dużych prędkości ma posiadać następujące cechy: odporność na warunki atmosferyczne, wolny od kolizji, dwukrotnie większa prędkość od samolotu, niskie zużycie energii i magazynowanie jej, aby zapewnić ciągłość działań przez 24 godziny. Musk zakłada, że bardziej zaawansowane wersje będą mogły osiągnąć prędkość hipersoniczną. W maju 2013 roku miliarder porównywał Hyperloop do „skrzyżowania Concorde’a, działa elektromagnetycznego i stołu do Air Hockeya”.
Od końca 2012 roku do lipca 2013 grupa inżynierów z Tesli i SpaceX pracowała nad koncepcyjnym modelem Hyperloop. Wczesny projekt systemu został opublikowany na blogach SpaceX i Tesli. Po publikacji Musk poprosił ludzi o informacje zwrotne, aby „zobaczyć, czy ludzie znajdą sposoby, aby poprawić projekt”. Hyperloop będzie projektem open source. Następnego dnia ogłosił plan demonstracji projektu.
W Los Angeles powstał startup nazwany Hyperloop One, dawniej znany jako Hyperloop Technologies, który został przejęty w czerwcu 2014 roku. Od tego czasu jego wartość wzrosła do 160 mln USD, a zespół inżynierów powiększył się do 200 osób, aby stworzyć w pełni autonomiczny system transportowy. Startup posiada studium wykonalności projektu w Dubaju, Finlandii, Rosji, Los Angeles i Szwajcarii. Inżynierowie z Hyperloop One zmodyfikowali kilka kluczowych elementów z oryginalnego projektu Muska, m.in. wyeliminowali sprężarki i wymienili łożyska powietrzne z pasywną lewitacją magnetyczną.
W czerwcu 2015 roku SpaceX zapowiedziało budowę milowego toru testowego zlokalizowanego obok zakładu SpaceX w Hawthorne. Tor będzie wykorzystywany do testowania kapsuł zaprojektowanych w konkursie przez fimy trzecie.
W listopadzie 2015 roku, z kilkoma przedsiębiorstwami i zespołami studenckimi rozwijającymi technologię hyperloop, The Wall Street Journal stwierdził, że „Ruch Hyperloop, jak niektórzy jego niezrzeszeni członkowie mówią o sobie, jest oficjalnie większy niż człowiek, od którego to się zaczęło”.
15 maja 2016 roku wystartował konkurs Hyperloop One Global Challenge. Jego celem jest wyłonienie 3 miejsc, w których powstaną pierwsze linie Hyperloop. Do półfinału dostało się 36 potencjalnych tras. Ogłoszenie wyników konkursu zostało zaplanowane na 1 marca 2017 roku.
Na początku 2022 r. firma Virgin Hyperlop (następczyni Hyperloop One) ogłosiła zmianę priorytetów – za główną dziedzinę zainteresowania uznano transport towarów; przy okazji zwolniono połowę załogi. Wtedy też światło dzienne ujrzała informacja, że Elon Musk wcale nie zamierzał budować hyperloopa, a jedynie spowolnić lub całkowicie zatrzymać projekt budowy kolei dużych prędkości w Kalifornii, gdyż widział w nim największą konkurencję dla samochodów elektrycznych. Po wycofaniu się z projektu Richarda Bransona powrócono do nazwy Hyperloop One. Firma jednak nigdy nie wyszła poza fazę planowania rzeczywistych rozwiązań transportowych. 22 grudnia 2023 ogłoszono, że z końcem roku 2023 firma zakończy działalność.

## Teoria i działanie
Postęp w rozwoju kolei dużych prędkości w przeszłości był utrudniony tarciem i oporami powietrza, które znacząco utrudniają rozwinięcie dużej prędkości. Kolej próżniowa teoretycznie eliminuje te przeszkody dzięki zastosowaniu magnetycznej lewitacji, przez co pociąg może osiągnąć prędkość rzędu tysięcy kilometrów na godzinę. Jednak wysokie koszty kolei maglev oraz trudności w utrzymaniu próżni na dużych odległościach uniemożliwiały powstanie próżniowego systemu transportowego.

### Wstępny projekt koncepcyjny
Koncepcja działania Hyperloop opiera się na wysyłaniu specjalnie zaprojektowanych kapsuł, które poruszałyby się w stalowym tunelu, w którym częściowo panowałaby próżnia. W pierwotnym projekcie Musk zakładał, że kapsuła unosiłaby się 0,5–1,3 mm na poduszce powietrznej wytworzonej pod wpływem niewielkiego ciśnienia jak krążki unoszące się na stole do Air Hockeya, dzięki czemu nie trzeba by wykorzystywać kół. Technologia Hyperloop One wykorzystuje w tym celu pasywną kolej magnetyczną. Liniowe silniki indukcyjne usytuowane wzdłuż rury będą przyspieszać i zwalniać kapsułę z prędkością odpowiednią dla danego odcinka trasy. Dzięki eliminacji tarcia tocznego i znacznemu zmniejszeniu oporów powietrza kapsuły mogłyby się „ślizgać” na większości długości trasy. W oryginalnym projekcie hyperloop Muska, elektrycznie napędzane wentylatory i sprężarki powietrza będą umieszczone na dziobie kapsuły, aby „aktywnie przesyłać wysoko sprężone powietrze z przodu do tyłu pojazdu”, co rozwiązuje problem akumulowania się ciśnienia powietrza z przodu kapsuły, które spowolniałaby ją. Dzięki wykorzystaniu „nart”, które unosiłyby pojazd w projekcie Hyperloop One wyeliminowano sprężarki.
W projekcie alfa Muska kapsuły pasażerskie mają mieć 2,23 m średnicy; przewiduje się, że osiągną prędkość 1220 km/h w celu utrzymania wydajności aerodynamicznej. Projekt przewiduje poczucie maksymalnego przyspieszenia inercyjnego 0,5 g około 2–3 razy jak w samolocie podczas startu i lądowania. Przy tych prędkościach nie byłoby gromu dźwiękowego.

### Mars
Według Elona Muska hyperloop byłby przydatny na Marsie, bo nie potrzebowałby rur, gdyż atmosfera Marsa to ok. 1% gęstości atmosfery ziemskiej. Do działania Hyperloop na Ziemi potrzebne są tunele z niskim ciśnieniem w celu zmniejszenia oporów powietrza. Na Marsie wystarczyłoby wybudować tor.

## Krytyka
Niektórzy krytycy hyperloop skupili się na doświadczeniu – potencjalnie nieprzyjemnym i przerażającym – jazdą w wąskiej i szczelnej kapsule bez okien w tunelu ze stali, która jest poddawana znaczącym siłom przyspieszenia. Hałas powodowany przez powietrze jest kompresowany i rozprowadzany wokół kapsuły przy prędkości dźwięku, co wywołałoby drgania. Nawet jeśli tunel jest początkowo prosty z czasem może się przesunąć z powodu aktywności sejsmicznej. Przy prędkości bliskiej 270 m/s odchylenie o 1 mm na prostej drodze zwiększyłoby drgania i wibracje, nie byłoby miejsca do stania dla pasażerów, nie można by się poruszać w kapsule, korzystać z toalety w czasie podróży i uzyskać pomocy w razie niebezpieczeństwa lub choroby.
Istnieje również krytyka technicznego projektowania systemu tuneli. Prof. John Hansman określił również problemy: w jaki sposób niewielkie przesunięcia w rurze byłyby kompensowane, a także potencjalna interakcję między poduszkami powietrznymi a powietrzem o niskim ciśnieniu. Miał także wątpliwość co do sytuacji, w której wiele mil od miasta zabrakłoby energii w tunelu. Prof. Richard Muller również wyraził zaniepokojenie, że „nowoczesność i podatność na uszkodzenia rur hyperloop byłaby kuszącym celem dla terrorystów”, a system mógłby być zakłócony przez codzienne zabrudzenia.

## Powiązane projekty

### Historyczne
Koncepcja przewożenia pasażerów w pneumatycznych rurach nie jest czymś nowym. Pierwszy patent na przewożenie towarów w tunelach próżniowych został zgłoszony przez brytyjskiego inżyniera mechanika i wynalazcę George’a Medhursta. W 1812 roku Medhurst napisał książkę, w której szczegółowo opisał działanie swojego systemu transportowego wykorzystującego powietrze do rozpędzania kapsuł.
Na początku XIX wieku istniało kilka innych podobnych projektów i eksperymentów, które były powszechnie znane jako kolej atmosferyczna.
Kolej pneumatyczna w Crystal Palace w Londynie działała eksperymentalnie w 1864 roku i została zamknięta kilka miesięcy później. Wykorzystywała wentylatory o średnicy 6,7 m napędzanych silnikiem parowym do rozpędzania kapsuł. Obecnie tunele są zniszczone.
W 1910 roku pociągi próżniowe zostały po raz pierwszy opisane przez Roberta Goddarda, pioniera techniki rakietowej.
Fizyk Gerard K. O’Neill w swojej książce 2081: A Hopeful View of the Human Future napisał o międzykontynentalnych pociągach wykorzystujących napęd magnetyczny. Choć jego książka była fikcją, była próbą przewidzenia przyszłych technologii wykorzystywanych w życiu codziennym. Przewidywał, że te pociągi, które poruszałyby się dzięki magnetycznej lewitacji w podziemnych tunelach, które wyrzucałyby nadmiar powietrza, zwiększając prędkość pociągu i zmniejszając siłę tarcia.
Swissmetro było propozycją używania pociągów maglev w tunelach o obniżonym ciśnieniu. Koncesje zostały przyznane na początku 2000 roku do połączenia szwajcarskich miejscowości: St. Gallen, Zurych, Bazylea i Genewa. Studium komercyjnego wykorzystania przyniosło wnioski odmienne od oczekiwanych i projekt nigdy nie został zrealizowany.
W sierpniu 2010 roku Chiny poinformowały, że wybudują kolej próżniową, wykorzystującą pociągi maglev zgodnie z projektem laboratorium w Jiaotong University. Szacowano, że budowa będzie kosztować 10–20 mln CNY (juanów chińskich) więcej za kilometr w porównaniu ze zwykłą koleją dużych prędkości.

### Aktualne
ET3 Global Alliance (ET3) został założony przez Daryla Ostera w 1997 roku z zamiarem stworzenia globalnego systemu transportowego z wykorzystaniem kapsuł pasażerskich poruszających się w tunelach próżniowych. Oster i jego zespół spotkał się 18 września 2013 roku z Elonem Muskiem w celu przedyskutowania technologii, w wyniku czego Musk obiecał zainwestować w pięciokilometrowy prototyp tunelu ET3.
W Polsce od roku 2006 istnieje zespół USKP, który promuje technologię kolei próżniowych, których ideę w środowisku akademickim Wrocławia propagował dr Kornel Morawiecki. Założenia tej technologii (pod nazwą VacuRail) przedstawiono na targach „Technicon-Innowacje” w Gdańsku w roku 2011.
W Polsce technologią hyperloop zajmuje się firma Nevomo, funkcjonująca wcześniej pod nazwą Hyper Poland. Została założona w 2017 roku przez inżynierów, absolwentów Politechniki Warszawskiej. W 2017 roku, działając jako Hyper Poland University Team, zbudowali model Hyperloop, który wziął udział w konkursie SpaceX Pod Competition II. W marcu 2018 roku firma została wyróżniona jako jeden z najlepszych start-upów w sektorze mobilności w Europie.
W 2018 roku przedstawiono koncepcję utworzenia i wykorzystania intermodalnych kapsuł hyperloop, które po odczepieniu  elementów napędowych mogłyby być wykorzystane podobnie jak tradycyjne kontenery do szybkiego transportu towarów lub osób. Zaproponowano, aby wyspecjalizowane samoloty, dedykowane składy szybkich pociągów,  siodłowe ciągniki drogowe lub jednostki pływające realizowały przewozy w zakresie „ostatniej mili” aby rozwiązać problem szybkiego transportu do ośrodków, gdzie nie będzie terminali hyperloop.
W październiku 2019 roku Hyper Poland zaprezentował prototyp pojazdu i toru kolei magnetycznej w skali 1:5 o nazwie magrail oraz znalazł się na prestiżowej liście najbardziej innowacyjnych firm na świecie Lufthansa Innovation Hub, razem z m.in. Uberem i BlaBla Carem.
W roku 2020 spółka uruchomiła przejazdy testowe na torze średnioskalowym. Przygotowania do pierwszych testów w skali 1:1 na torze testowym w Nowej Sarzynie, będącym najdłuższym w Europie pełnowymiarowym torem testowym dla pasywnej lewitacji magnetycznej, rozpoczęły się latem 2021 r. W 2022 r. firma zakończyła budowę infrastruktury kolejowej toru testowego oraz instalację elementów systemu MagRail. W 2023 r. planowane są pierwsze testy lewitacji.
Nevomo zostało zwycięzcą konkursu 2022 Research & Development Awards organizowanego przez AS Global Media z Wielkiej Brytanii w kategorii Best Railway Deep-Tech Solution Company – Central Europe. W listopadzie 2022 r. firma otrzymała nagrodę Biggest Market Potential Award podczas Deep Tech Summit w Warszawie.

### Stowarzyszenie Hyperloop
Firmy Hyperloop Hardt, Hyperloop One, Hyperloop Transportation Technologies, Nevomo, TransPod, Swisspod Technologies i Zeleros utworzyły w 2023 r. The Hyperloop Association – pierwsze globalne stowarzyszenie w branży hyperloop.